# Torneo di Wimbledon 1922 - Doppio femminile
Suzanne Lenglen e Elizabeth Ryan hanno conquistato il titolo per il quarto anno consecutivo, in finale hanno sconfitto Margaret McKane Stocks e Kathleen McKane col punteggio di 6-0, 6-4.

## Tabellone

### Legenda
| - Q = Qualificato - WC = Wild card - LL = Lucky loser | - ALT = Alternate - SE = Special Exempt - PR = Protected Ranking | - w/o = Walkover - r = Ritirato - d = Squalificato |

### Fase finale
|  | Semifinali                     | Semifinali                     | Semifinali                     | Semifinali                     | Semifinali |  |  | Finale                         | Finale                         | Finale                         | Finale | Finale |  |
|  |                                |                                |                                |                                |            |  |  |                                |                                |                                |        |        |  |
|  | Dora Boothby Winifred McNair   | Dora Boothby Winifred McNair   | Dora Boothby Winifred McNair   | 0                              | 1          |  |  |                                |                                |                                |        |        |  |
|  | Suzanne Lenglen Elizabeth Ryan | Suzanne Lenglen Elizabeth Ryan | Suzanne Lenglen Elizabeth Ryan | 6                              | 6          |  |  | Suzanne Lenglen Elizabeth Ryan | Suzanne Lenglen Elizabeth Ryan | Suzanne Lenglen Elizabeth Ryan | 6      | 6      |  |
|  | Dorothy Holman Helen Aitchison | Dorothy Holman Helen Aitchison | Dorothy Holman Helen Aitchison | Dorothy Holman Helen Aitchison |            |  |  | Kitty McKane Margaret Stocks   | Kitty McKane Margaret Stocks   | Kitty McKane Margaret Stocks   | 0      | 4      |  |
|  | Kitty McKane Margaret Stocks   | Kitty McKane Margaret Stocks   | Kitty McKane Margaret Stocks   | Kitty McKane Margaret Stocks   | w/o        |  |  |                                |                                |                                |        |        |  |

### Parte alta
|  | Primo turno                       | Primo turno                       | Primo turno               | Primo turno             | Primo turno |  |  | Secondo turno                     | Secondo turno                     | Secondo turno                     | Secondo turno                     | Secondo turno    |                  |     | Quarti di finale                  | Quarti di finale                  | Quarti di finale                  | Quarti di finale                  | Quarti di finale |   |   | Semifinali | Semifinali | Semifinali | Semifinali | Semifinali |  |
|  |                                   |                                   |                           |                         |             |  |  |                                   |                                   |                                   |                                   |                  |                  |     |                                   |                                   |                                   |                                   |                  |   |   |            |            |            |            |            |  |
|  | N Q Radcliffe-Platt P M Radcliffe | N Q Radcliffe-Platt P M Radcliffe | 3                         | 6                       | 6           |  |  |                                   |                                   |                                   |                                   |                  |                  |     |                                   |                                   |                                   |                                   |                  |   |   |            |            |            |            |            |  |
|  | E d'Ayen V Pinckney               | E d'Ayen V Pinckney               | 6                         | 3                       | 2           |  |  | N Q Radcliffe-Platt P M Radcliffe | N Q Radcliffe-Platt P M Radcliffe | N Q Radcliffe-Platt P M Radcliffe | N Q Radcliffe-Platt P M Radcliffe | w/o              |                  |     |                                   |                                   |                                   |                                   |                  |   |   |            |            |            |            |            |  |
|  | M Bain K Gillou-Fenwick           | M Bain K Gillou-Fenwick           | M Bain K Gillou-Fenwick   | M Bain K Gillou-Fenwick | w/o         |  |  | M Bain K Gillou-Fenwick           | M Bain K Gillou-Fenwick           | M Bain K Gillou-Fenwick           | M Bain K Gillou-Fenwick           |                  |                  |     |                                   |                                   |                                   |                                   |                  |   |   |            |            |            |            |            |  |
|  | A M Hogg J Walker                 | A M Hogg J Walker                 | A M Hogg J Walker         | A M Hogg J Walker       |             |  |  |                                   |                                   |                                   |                                   |                  |                  |     | N Q Radcliffe-Platt P M Radcliffe | N Q Radcliffe-Platt P M Radcliffe | N Q Radcliffe-Platt P M Radcliffe | N Q Radcliffe-Platt P M Radcliffe |                  |   |   |            |            |            |            |            |  |
|  | W Beamish P Satterthwaite         | W Beamish P Satterthwaite         | W Beamish P Satterthwaite | 7                       | 6           |  |  |                                   |                                   | D Geen W Slocock                  | D Geen W Slocock                  | D Geen W Slocock | D Geen W Slocock | w/o |                                   |                                   |                                   |                                   |                  |   |   |            |            |            |            |            |  |
|  | D Craddock M Clayton              | D Craddock M Clayton              | D Craddock M Clayton      | 5                       | 4           |  |  | W Beamish P Satterthwaite         | W Beamish P Satterthwaite         | W Beamish P Satterthwaite         | 3                                 | 4                |                  |     |                                   |                                   |                                   |                                   |                  |   |   |            |            |            |            |            |  |
|  | D Geen W Slocock                  | D Geen W Slocock                  | 3                         | 7                       | 6           |  |  | D Geen W Slocock                  | D Geen W Slocock                  | D Geen W Slocock                  | 6                                 | 6                |                  |     |                                   |                                   |                                   |                                   |                  |   |   |            |            |            |            |            |  |
|  | E Harvey C E Hunter               | E Harvey C E Hunter               | 6                         | 5                       | 1           |  |  |                                   |                                   |                                   |                                   |                  |                  |     | D Geen W Slocock                  | D Geen W Slocock                  | D Geen W Slocock                  | 0                                 | 1                |   |   |            |            |            |            |            |  |
|  | E Rose V Youle                    | E Rose V Youle                    | E Rose V Youle            | 6                       | 6           |  |  |                                   |                                   |                                   |                                   |                  |                  |     |                                   |                                   | S Lenglen E Ryan                  | S Lenglen E Ryan                  | S Lenglen E Ryan | 6 | 6 |            |            |            |            |            |  |
|  | D Kemmis-Betty M Parton           | D Kemmis-Betty M Parton           | D Kemmis-Betty M Parton   | 2                       | 4           |  |  | E Rose V Youle                    | E Rose V Youle                    | E Rose V Youle                    | 6                                 | 6                |                  |     |                                   |                                   |                                   |                                   |                  |   |   |            |            |            |            |            |  |
|  | E Head P Ingram                   | E Head P Ingram                   | E Head P Ingram           | 6                       | 6           |  |  | E Head P Ingram                   | E Head P Ingram                   | E Head P Ingram                   | 4                                 | 1                |                  |     |                                   |                                   |                                   |                                   |                  |   |   |            |            |            |            |            |  |
|  | A M Hollick C Marriott            | A M Hollick C Marriott            | A M Hollick C Marriott    | 3                       | 3           |  |  |                                   |                                   |                                   |                                   |                  |                  |     | E Rose V Youle                    | E Rose V Youle                    | E Rose V Youle                    | 5                                 | 2                |   |   |            |            |            |            |            |  |
|  | S Lenglen E Ryan                  | S Lenglen E Ryan                  | S Lenglen E Ryan          | 6                       | 6           |  |  |                                   |                                   | S Lenglen E Ryan                  | S Lenglen E Ryan                  | S Lenglen E Ryan | 7                | 6   |                                   |                                   |                                   |                                   |                  |   |   |            |            |            |            |            |  |
|  | A Edgington H Hogarth             | A Edgington H Hogarth             | A Edgington H Hogarth     | 0                       | 1           |  |  | S Lenglen E Ryan                  | S Lenglen E Ryan                  | S Lenglen E Ryan                  | 6                                 | 6                |                  |     |                                   |                                   |                                   |                                   |                  |   |   |            |            |            |            |            |  |
|  | M Welsh H B Weston                | M Welsh H B Weston                | M Welsh H B Weston        | 6                       | 6           |  |  | M Welsh H B Weston                | M Welsh H B Weston                | M Welsh H B Weston                | 1                                 | 0                |                  |     |                                   |                                   |                                   |                                   |                  |   |   |            |            |            |            |            |  |
|  | M F Ellis Johnstone-Brown         | M F Ellis Johnstone-Brown         | M F Ellis Johnstone-Brown | 4                       | 1           |  |  |                                   |                                   |                                   |                                   |                  |                  |     |                                   |                                   |                                   |                                   |                  |   |   |            |            |            |            |            |  |

### Parte bassa
|  | Primo turno                   | Primo turno                   | Primo turno                   | Primo turno              | Primo turno |  |  | Secondo turno                 | Secondo turno                 | Secondo turno                 | Secondo turno        | Secondo turno        |                      |     | Quarti di finale              | Quarti di finale              | Quarti di finale         | Quarti di finale         | Quarti di finale  |                   |     | Semifinali | Semifinali | Semifinali | Semifinali | Semifinali |  |
|  |                               |                               |                               |                          |             |  |  |                               |                               |                               |                      |                      |                      |     |                               |                               |                          |                          |                   |                   |     |            |            |            |            |            |  |
|  | S Stokes Z Stokes             | S Stokes Z Stokes             | 6                             | 4                        | 6           |  |  |                               |                               |                               |                      |                      |                      |     |                               |                               |                          |                          |                   |                   |     |            |            |            |            |            |  |
|  | L Bull A Rodocanachi          | L Bull A Rodocanachi          | 2                             | 6                        | 3           |  |  | S Stokes Z Stokes             | S Stokes Z Stokes             | 6                             | 1                    | 4                    |                      |     |                               |                               |                          |                          |                   |                   |     |            |            |            |            |            |  |
|  | P Dransfield N Middleton      | P Dransfield N Middleton      | P Dransfield N Middleton      | P Dransfield N Middleton | w/o         |  |  | P Dransfield N Middleton      | P Dransfield N Middleton      | 4                             | 6                    | 6                    |                      |     |                               |                               |                          |                          |                   |                   |     |            |            |            |            |            |  |
|  | M Coles R Winch               | M Coles R Winch               | M Coles R Winch               | M Coles R Winch          |             |  |  |                               |                               |                               |                      |                      |                      |     | P Dransfield N Middleton      | P Dransfield N Middleton      | P Dransfield N Middleton | P Dransfield N Middleton |                   |                   |     |            |            |            |            |            |  |
|  | C Rimington F S Warburg       | C Rimington F S Warburg       | C Rimington F S Warburg       | 6                        | 6           |  |  |                               |                               | D Holman H Aitchison          | D Holman H Aitchison | D Holman H Aitchison | D Holman H Aitchison | w/o |                               |                               |                          |                          |                   |                   |     |            |            |            |            |            |  |
|  | AA Hall J B Perrett           | AA Hall J B Perrett           | AA Hall J B Perrett           | 3                        | 3           |  |  | C Rimington F S Warburg       | C Rimington F S Warburg       | C Rimington F S Warburg       | 1                    | 3                    |                      |     |                               |                               |                          |                          |                   |                   |     |            |            |            |            |            |  |
|  | D Holman H Aitchison          | D Holman H Aitchison          | D Holman H Aitchison          | 6                        | 6           |  |  | D Holman H Aitchison          | D Holman H Aitchison          | D Holman H Aitchison          | 6                    | 6                    |                      |     |                               |                               |                          |                          |                   |                   |     |            |            |            |            |            |  |
|  | A Cobb O Manser               | A Cobb O Manser               | A Cobb O Manser               | 3                        | 2           |  |  |                               |                               |                               |                      |                      |                      |     | D Holman H Aitchison          | D Holman H Aitchison          | D Holman H Aitchison     | D Holman H Aitchison     |                   |                   |     |            |            |            |            |            |  |
|  | D Douglass-Chambers I Peacock | D Douglass-Chambers I Peacock | D Douglass-Chambers I Peacock | 6                        | 6           |  |  |                               |                               |                               |                      |                      |                      |     |                               |                               | K McKane M Stocks        | K McKane M Stocks        | K McKane M Stocks | K McKane M Stocks | w/o |            |            |            |            |            |  |
|  | M Mallory E Sigourney         | M Mallory E Sigourney         | M Mallory E Sigourney         | 2                        | 1           |  |  | D Douglass-Chambers I Peacock | D Douglass-Chambers I Peacock | D Douglass-Chambers I Peacock | 6                    | 6                    |                      |     |                               |                               |                          |                          |                   |                   |     |            |            |            |            |            |  |
|  | J M Coote V Parbury           | J M Coote V Parbury           | J M Coote V Parbury           | 6                        | 8           |  |  | J M Coote V Parbury           | J M Coote V Parbury           | J M Coote V Parbury           | 3                    | 2                    |                      |     |                               |                               |                          |                          |                   |                   |     |            |            |            |            |            |  |
|  | E Colyer M O'Neill            | E Colyer M O'Neill            | E Colyer M O'Neill            | 4                        | 6           |  |  |                               |                               |                               |                      |                      |                      |     | D Douglass-Chambers I Peacock | D Douglass-Chambers I Peacock | 4                        | 6                        | 0                 |                   |     |            |            |            |            |            |  |
|  | K McKane M Stocks             | K McKane M Stocks             | K McKane M Stocks             | 6                        | 6           |  |  |                               |                               | K McKane M Stocks             | K McKane M Stocks    | 6                    | 3                    | 6   |                               |                               |                          |                          |                   |                   |     |            |            |            |            |            |  |
|  | S Lumley-Ellis M S Scott      | S Lumley-Ellis M S Scott      | S Lumley-Ellis M S Scott      | 2                        | 2           |  |  | K McKane M Stocks             | K McKane M Stocks             | K McKane M Stocks             | 6                    | 7                    |                      |     |                               |                               |                          |                          |                   |                   |     |            |            |            |            |            |  |
|  | M W Haughton R R Jackson      | M W Haughton R R Jackson      | M W Haughton R R Jackson      | 6                        | 6           |  |  | M W Haughton R R Jackson      | M W Haughton R R Jackson      | M W Haughton R R Jackson      | 1                    | 5                    |                      |     |                               |                               |                          |                          |                   |                   |     |            |            |            |            |            |  |
|  | M L Stevenson P M Stevenson   | M L Stevenson P M Stevenson   | M L Stevenson P M Stevenson   | 4                        | 3           |  |  |                               |                               |                               |                      |                      |                      |     |                               |                               |                          |                          |                   |                   |     |            |            |            |            |            |  |